# 카마라사우루스
카마라사우루스(Camarasaurus)는 4지 초식 공룡의 한 속이다. 카마라사우루스는 북아메리카의 거대 용각류의 대명사와 같지만, 몸 크기는 성체가 몸길이 18~23m, 몸무게 18~47톤 정도 된다. 카마라사우루스는 쥐라기 후기, 1억 5천 5백만 년 전에서 1억 4천 5백만 년 전에 서식했다.

## 하위 종
- 카마라사우루스 수프레무스 (C. supremus) Cope, 1877 (모식종)
- 카마라사우루스 그란디스 (C. grandis) (Marsh, 1877 [이전 Apatosaurus])
- 카마라사우루스 렌투스 (C. lentus) (Marsh, 1889 [이전 Morosaurus])
- 카마라사우루스 레이시 (C. lewisi) (Jensen, 1988 [이전 Cathetosaurus])